# Carregadouro

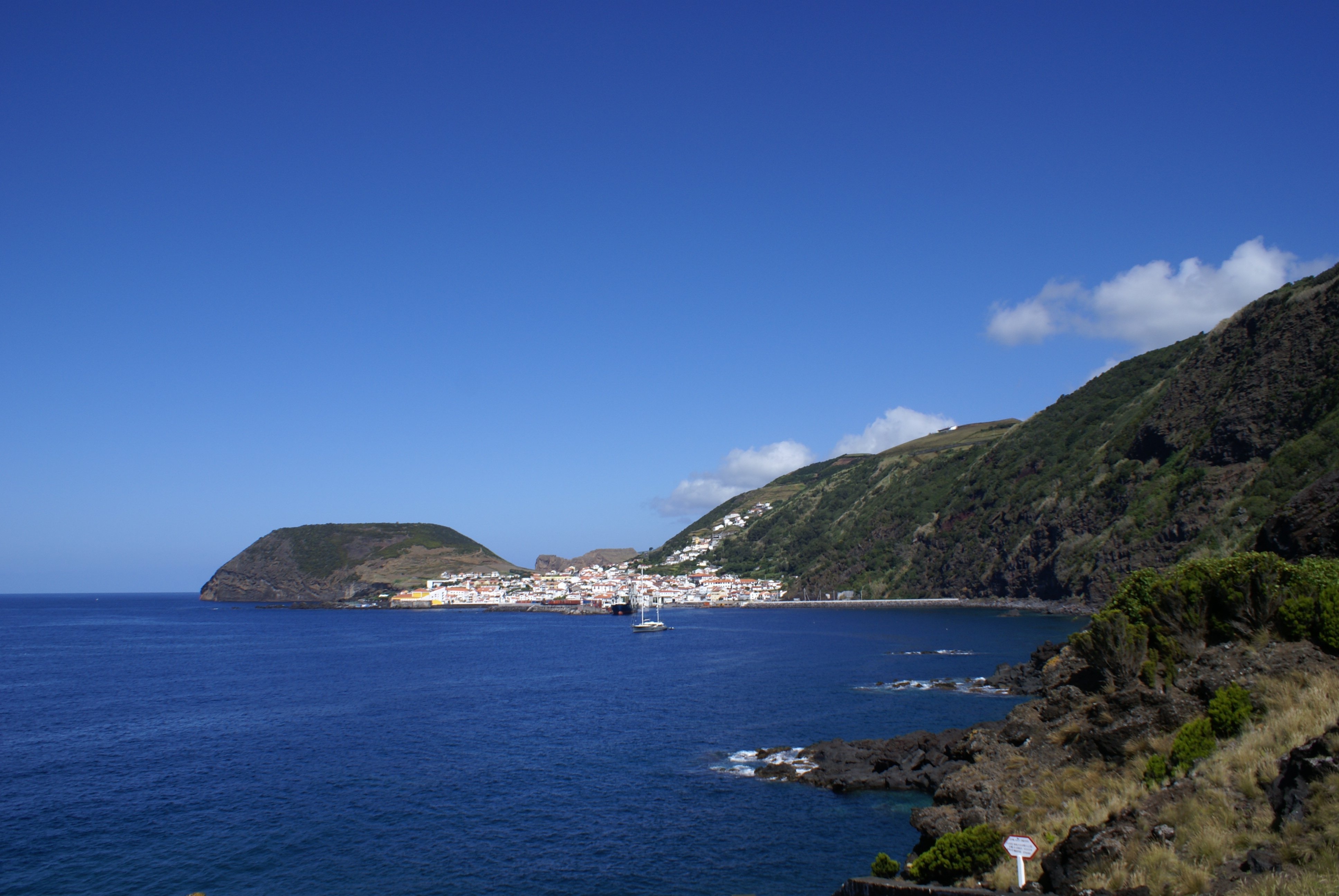
Carregadouro local também conhecido por Ponta da Queimada.

O Carregadouro local também conhecido por Ponta da Queimada é uma localidade da Fajã de Santo Amaro, freguesia de Santo Amaro e concelho de Velas, ilha de São Jorge, Açores, sita junto à costa, mesmo frente à vila das Velas. 
Esta localidade é dotada de um pequeno porto de pesca e desenvolve-se ao longo da costa até encontrar o local da Fajã da Queimada onde se encontra o Aeródromo de São Jorge. Frente a este local e do outro lado do Canal Pico São Jorge encontra-se a ilha do Pico que oferece a esta localidade uma paisagem muito característica.
Dada a sua géneses vulcânica e apresenta uma costa povoada por grutas e arcos basálticos únicos do seu género na ilha. 